# ふくおか渡辺造船所
株式会社ふくおか渡辺造船所（ふくおかわたなべぞうせんしょ）は、長崎県長崎市に本社・事業所を置く造船・船舶修繕事業者である。

## 概要
長崎港周辺に本社工場・戸町工場の2造船所を置き、各種漁船・内航船・作業船等の建造及び船舶の検査・修繕・改造事業を行っている。本社工場には、日本の造船所では比較的例の少ない移動屋根付全天候型船台を備えている。1948年（昭和23年）の法人化以降、「渡辺造船所」の商号を用いてきたが、2018年（平成30年）に福岡造船の子会社となった後、2022年（令和4年）に現商号に改めた。
新造船事業については、5,000総トンまでの各種船舶の建造を行う。国内（自社）建造のほか、バージやフローティングクレーンなどでは中国での船殻製作も行っている。
修繕・改造事業では、定期検査・修繕のほか、船体延長改造による積載量増加や、船尾・推進器改造による推進効率改善等も手掛ける。
2018年（平成30年）1月5日付で、全株式を福岡造船が取得し、同社の完全子会社となった。その後2022年（令和4年）10月に、株式会社ふくおか渡辺造船所に改称した。
日本中小型造船工業会の会員企業であったが、2019年に退会した。

## 主要設備

### 本社工場
- 船台
  - 93m × 19m（105m × 22m） 建造能力5,000GT（移動屋根付全天候型船台） 1基[2][5]
- クレーン[2][5]
  - 50/20t塔型 1基
  - 10t塔型 1基
  - 10t天井 1基
  - 10t門型 1基

### 戸町工場
- 船台
  - 50m × 8m 建造能力450GT 3基（うち2基を併用時最大幅20m）[2][5]
- クレーン[2][5]
  - 15t塔型 1基
  - 10t塔型 3基

## 沿革
- 1902年（明治35年）7月 - 個人事業「田原造船所」として創業[4]。
- 1948年（昭和23年）7月 - 「合資会社 渡辺造船所」に改組[4]。
- 1949年（昭和29年）5月 - 戸町工場を設置[4]。
- 1966年（昭和41年）2月 - 株式会社に改組[4]。戸町に造機工場を新設し、舶用機関の据付・修理業務を開始[4]。
- 1976年（昭和51年）11月 - 土井首町に船殻ブロック工場を設置[4]。
- 1993年（平成5年）3月 - 土井首町に、1,200総トン移動屋根付全天候型船台（セミドライ建造ドック）・内業船殻工場を設置[4]。
- 1994年（平成6年）9月 - 土井首町に本社事務棟を新設[4]。
- 2000年（平成12年）6月 - 中国での造船事業を開始[4]。
- 2004年（平成16年）3月 - 本社工場の船台を3,000総トン対応に拡張[4]。
- 2006年（平成18年）2月 - 本社工場の船台を5,000総トン対応に拡張[4]。
- 2018年（平成30年）1月5日 - 福岡造船の完全子会社となる[8]。
- 2022年（令和4年）10月 - 「株式会社 ふくおか渡辺造船所」に改称[4]。